# Vicente Dias
Vicente Dias (crioll capverdià Bisenti Dias) és una vila a l'oest de l'illa de Fogo a l'arxipèlag de Cap Verd. Està situada 5 kilòmetres a l'est de São Filipe.
L'assentament rep el nom de l'explorador portuguès que va arribar a Fogo en 1456 juntament amb Alvise Cadamosto i Antoniotto Usodimare, i és un dels assentaments més antics de Fogo i Cap Verd.